# 谢新义
謝新義，中共黨員，武警少將。

## 生平
歷任中共十九大代表、中華人民共和國自然資源部党组成员、中國地質調查局自然資源綜合調查指揮中心主任兼黨委書記、中国地质调查局党组副书记、江西省武警总队政委、武警指挥学院政治部主任、武警黄金指挥部政委、中共第十九届中央纪律检查委员会委员等職。